# العلاقات الفيتنامية الكوبية
العلاقات الفيتنامية الكوبية هي العلاقات الثنائية التي تجمع بين فيتنام وكوبا.

## مقارنة بين البلدين
هذه مقارنة عامة ومرجعية للدولتين:
| وجه المقارنة                                              | فيتنام           | كوبا                              |
| --------------------------------------------------------- | ---------------- | --------------------------------- |
| المساحة (كم2)                                             | 331.69 ألف       | 109.88 ألف                        |
| عدد السكان (نسمة)                                         | 94.66 مليون      | 11.48 مليون                       |
| الكثافة السكانية (ن./كم²)                                 | 285.39           | 104.48                            |
| العاصمة                                                   | هانوي            | هافانا                            |
| اللغة الرسمية                                             | اللغة الفيتنامية | اللغة الإسبانية                   |
| العملة                                                    | دونغ فيتنامي     | بيزو كوبي، بيزو كوبي قابل للتحويل |
| الناتج المحلي الإجمالي (بليون دولار)                      | 234.19 مليار     | 87.13 مليار                       |
| الناتج المحلي الإجمالي (تعادل القوة الشرائية) بليون دولار | 553.42 مليار     |                                   |
| الناتج المحلي الإجمالي الاسمي للفرد دولار أمريكي          | 2.48 ألف         |                                   |
| الناتج المحلي الإجمالي للفرد دولار أمريكي                 | 5.63 ألف         |                                   |
| مؤشر التنمية البشرية                                      | 0.666            | 0.769                             |
| رمز المكالمات الدولي                                      | +84              | +53                               |
| رمز الإنترنت                                              | .vn              | .cu                               |
| المنطقة الزمنية                                           | ت ع م+07:00      | 00                                |

## منظمات دولية مشتركة
يشترك البلدان في عضوية مجموعة من المنظمات الدولية، منها:
| علم المنظمة | اسم المنظمة                   | تاريخ انضمام فيتنام | تاريخ انضمام كوبا |
| ----------- | ----------------------------- | ------------------- | ----------------- |
|             | يونسكو                        | 6 يوليو 1951        | 29 أغسطس 1947     |
|             | منظمة حظر الأسلحة الكيميائية  | ?                   | ?                 |
|             | منظمة التجارة العالمية        | 11 يناير 2007       | ?                 |
|             | الاتحاد البريدي العالمي       | ?                   | ?                 |
|             | منظمة الشرطة الجنائية الدولية | ?                   | ?                 |
|             | الأمم المتحدة                 | 20 سبتمبر 1977      | 24 أكتوبر 1945    |
|             | الاتحاد الدولي للاتصالات      | 24 سبتمبر 1951      | 16 يناير 1918     |
|             | مجلس التعاون الاقتصادي        | 1978                | 1972              |
|             | المنظمة الهيدروغرافية الدولية | ?                   | ?                 |

## وصلات خارجية
- موقع وزارة الخارجية الفيتنامية
- موقع وزارة الخارجية الكوبية